# Solvay-Werksbahn
| Solvay 7 MaK G 1203 BB in Rheinberg nahe dem Steinsalzbergwerk Borth |                      |                                  |                                  |
| Spurweite: | 1435 mm (Normalspur) |                                  |                                  |
| |                      |                                  |                                  |
| Bundesland (D): | Nordrhein-Westfalen  |                                  |                                  |
| \| \| \| Richtung Wesel \| \| \| \| \| Büderich \| \| \| \| \| Stadtgrenze Wesel/Alpen \| \| \| \| \| ehem. Boxteler Bahn nach Goch \| \| \| \| \| Verbindungsstrecke von Büderich \| \| \| \| \| Stadtgrenze Alpen/Rheinberg \| \| \| \| \| Salzbergwerk Borth \| \| \| \| \| B58 (Geldern – Wesel) \| \| \| \| \| Wallach ehem. Schächte I/II \| \| \| \| \| Rheinhafen Ossenberg \| \| \| \| \| Hafen Solvay \| \| \| \| \| \| \| \| \| \| Werksteil Ost \| \| \| \| \| Güterbahnhof \| \| \| \| \| Solvay Chemicals GmbH \| \| \| \| \| B57 (Kleve – Moers) \| \| \| \| \| Werksteil West \| \| \| \| \| Niederrheinstrecke Millingen Gbf \| \| |                      |                                  |                                  |
| Strecke (außer Betrieb) |                      | Richtung Wesel                   | Richtung Wesel                   |
| Betriebsstelle Strecke bis hier außer Betrieb |                      | Büderich                         | Büderich                         |
| Grenze |                      | Stadtgrenze Wesel/Alpen          | Stadtgrenze Wesel/Alpen          |
| Abzweig geradeaus und ehemals nach rechts |                      | ehem. Boxteler Bahn nach Goch    | ehem. Boxteler Bahn nach Goch    |
| Abzweig ehemals geradeaus und nach rechts |                      | Verbindungsstrecke von Büderich  | Verbindungsstrecke von Büderich  |
| Grenze (Strecke außer Betrieb) |                      | Stadtgrenze Alpen/Rheinberg      | Stadtgrenze Alpen/Rheinberg      |
| Blockstelle (Strecke außer Betrieb) |                      | Salzbergwerk Borth               | Salzbergwerk Borth               |
| Bahnübergang (Strecke außer Betrieb) |                      | B58 (Geldern – Wesel)            | B58 (Geldern – Wesel)            |
| Blockstelle (Strecke außer Betrieb) |                      | Wallach ehem. Schächte I/II      | Wallach ehem. Schächte I/II      |
| Strecke (außer Betrieb) · Betriebsstelle Streckenanfang |                      | Rheinhafen Ossenberg             | Rheinhafen Ossenberg             |
| Strecke (außer Betrieb) · Blockstelle |                      | Hafen Solvay                     | Hafen Solvay                     |
| Abzweig ehemals nach links und von links · Strecke nach rechts |                      |                                  |                                  |
| Abzweig geradeaus und von rechts |                      | Werksteil Ost                    | Werksteil Ost                    |
| Abzweig nach links und von links · Betriebsstelle Streckenende und quer |                      | Güterbahnhof                     | Güterbahnhof                     |
| Abzweig nach links und nach rechts · Strecke von rechts |                      | Solvay Chemicals GmbH            | Solvay Chemicals GmbH            |
| Bahnübergang |                      | B57 (Kleve – Moers)              | B57 (Kleve – Moers)              |
| Abzweig geradeaus und nach rechts |                      | Werksteil West                   | Werksteil West                   |
| Blockstelle quer · Abzweig quer und nach rechts |                      | Niederrheinstrecke Millingen Gbf | Niederrheinstrecke Millingen Gbf |

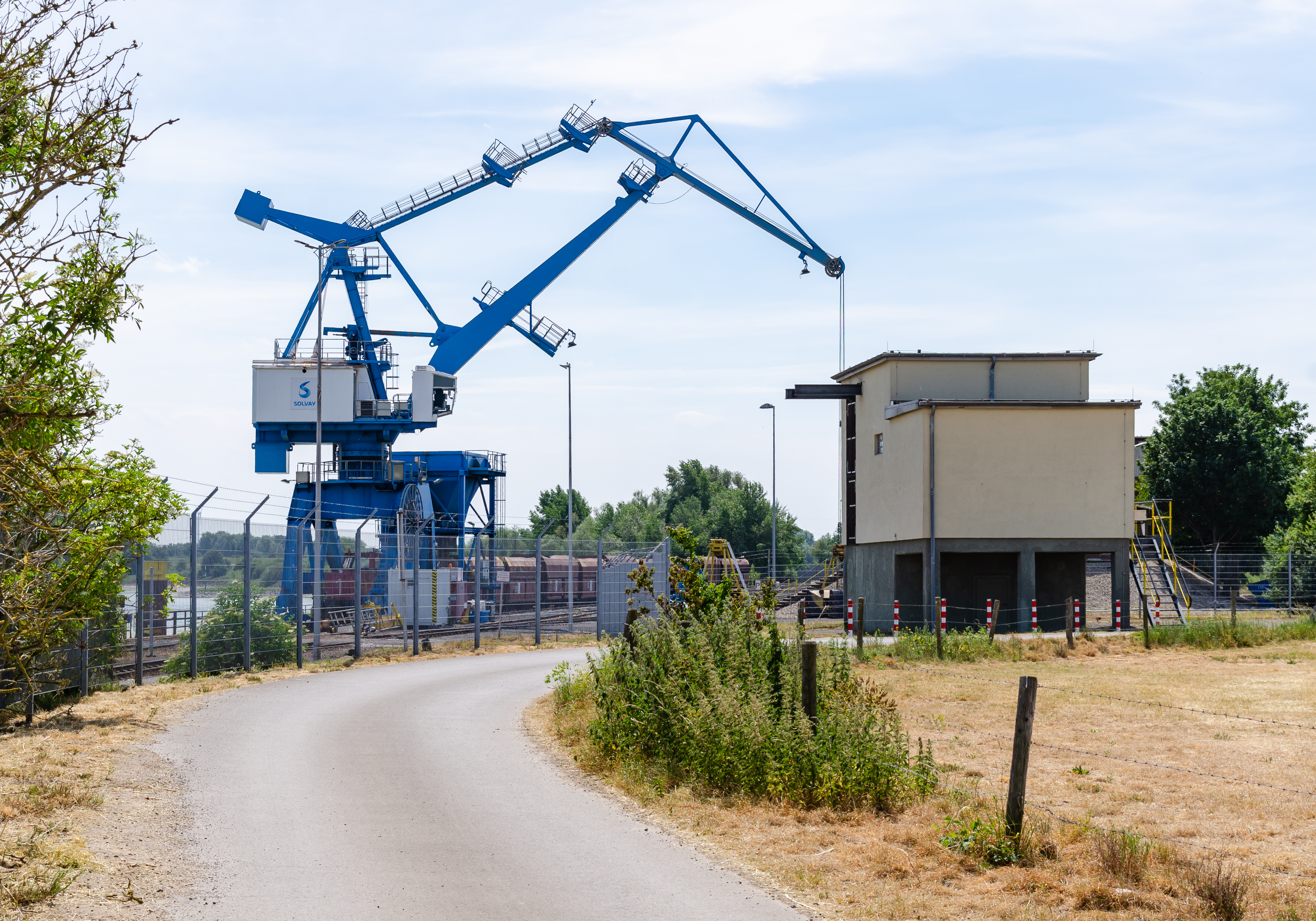
Solvay-Rheinhafen Ossenberg

Die Solvay-Werksbahn ist eine Werkbahn, die das Salzbergwerk in Borth mit den Ossenberger Hafen verband und noch das Solvaywerk mit dem gleichen Hafen verbindet.
Seit 1907 unterhält Solvay in Rheinberg eine eigene Werk- und Industriebahn. Sie ist damit die älteste und größte der deutschen Solvay-Standorte. Die Bahn war das einzige Transportmittel und schaffte die Voraussetzungen dafür, das Werk hier aufzubauen.

## Geschichte
Die Bahnstrecke entstand im Zuge der Gründung des Werks Rheinberg und das Abteufen der Schächte Borth und Wallach (1897–1924)
Gegen Ende des 19. Jahrhunderts wurden weite Landstriche des unteren Niederrheins auf Steinkohlevorkommen untersucht.
Die Solvay-Werke entschieden sich, in Rheinberg ein neues Sodawerk zu bauen, da Salz der entscheidende Grundstoff zur Herstellung von Soda ist. Das Werk ging 1907 in Betrieb.
Seitdem wird niederrheinischen Rheinberg-Borth Salz gefördert. Bis 2014 wurde ein Teil des Salzes über die Schiene vom Bergwerk, das inzwischen zur European Salt Company gehört, zum Hafen transportiert.
Im Betrieb ist die Strecke in den drei Kilometer entfernten Güterbahnhof Millingen. Am nördlichen Ende hinter dem Salzbergwerk Borth führte die Strecke zur Verbindungsstrecke von Büderich, wo die Solvay-Gleise mit den Gleisen der DB Netz AG verbunden waren.
Heute wird noch der Großteil der Rohstofftransporte und ein Teil des Versands der Solvay-Produkte wie Soda, Epichlorhydrin oder Natronlauge mit der Bahn abgewickelt. Rund 1,7 Mio. Tonnen Kalkstein, Anthrazit, Kohle oder Propen gelangen so ins Werk. Darunter sind auch die Rohstoffe, die per Schiff zum Rheinhafen geliefert und über die Werkbahn ins Werk gebracht werden.
In der Nähe des Solvay-Werks soll ein neues Logistikzentrum entstehen, für dessen Bau die verkehrsgünstige Lage am Niederrhein, die Nähe zum Ruhrgebiet und die vorhandenen Infrastruktur- und Serviceleistungen genauso wie die Anbindung an die Solvay-Werkbahn, über die der Großteil der Waren angeliefert werden soll, ausschlaggebend sind.
Die Entscheidung für den Umzug des Binnenschiffumschlages in den Stadthafens Wesel fiel bereits Mitte 2013,
nachdem es gelungen war, gemeinsam mit dem bisherigen Logistikpartner der Firma Hülskens und den Stadtwerken Wesel das neue Konzept zu entwickeln.
Die Neuausrichtung des Stadthafens Wesel, aber auch der Bau einer neuen Umgehungsstraße und der Rheinbrücke waren eine wichtige Grundlage für die Neuausrichtung der Logistik.
Seit Januar 2015 fahren keine Salzzüge mehr. Die Bahnanlagen zwischen dem Salzbergwerk Borth und Ossenberg wurden abgebaut.

## Kartenwerk
- Landesvermessungsamt Nordrhein-Westfalen (Hrsg.): Kreiskarte Kreis Wesel 1:50000. 5. Auflage. 1991, ISBN 3-89439-578-8.